# なるトモ!
『なるトモ!』は、毎週月曜日から金曜日の9:55 - 11:14（JST、金曜日は未放送の局もあり）に読売テレビ（ytv）他で放送されていたワイドショー・情報番組。
原則として月 - 木曜は生放送、金曜は収録放送である（番組概要で詳述）。ハイビジョン制作、金曜のみ字幕放送を実施。

## 番組概要
『情報満載 ひるまで!すっぴん!』の後番組として2004年5月10日に放送開始。番組コンセプトは「ネタのコンビニ 楽しく『なるトモ！』」。若手・中堅のお笑い芸人をレギュラーやゲストに迎え、芸能情報や芸人による企画などを放送。前番組からはメッセンジャー・海原やすよ・ともこ・橋下徹・西川ヘレン・西川かの子・芸能担当の駒井千佳子・森岡真一郎が引き継ぎ、新しくなるみと陣内智則の2人を司会に迎えて始動した。番組名は司会の2人の名前からとられている。
2005年9月30日までは関西ローカル番組だったが、同年10月3日より日本テレビ、中京テレビ、広島テレビ、くまもと県民テレビでも放送。その後日テレでは2006年3月31日で打ち切られている。

## 番組の変遷
2005年1月10日には、平均視聴率13.7%を記録（当時の最高）、瞬間最高視聴率も16%台だった（ビデオリサーチ・関西地区調べ）。
最高視聴率は2007年1月4日の14.6%。番組の好調を受けて読売テレビは放送時間枠の拡大を検討していた が、2007年5月7日から『なるトモ!』自体の放送時間はそのままに、その直前に『もうスグ!なるトモ!』なるプレ前座番組を9:36 - 9:55に設けた。このため「スッキリ!!」は9:36で飛び降りになった。しかし、2008年3月28日をもって『もうスグ!なるトモ!』は終了し、3月31日からは再び『スッキリ!!』を9:55まで放送しフルネットとなった。
2007年4月4日から西日本放送でも放送されるようになった（編成上の都合により月曜・火曜の放送はない）。1年半ぶりの新規ネット局である。
2008年8月19日放送のオープニングで、陣内が9月をもって降板することを発表。その後、2008年9月23日放送を以って降板した。陣内降板後の9月29日放送分からは後任の司会者を加えず、なるみの単独司会という体制となった。番組タイトルの「トモ」の部分についても、共演者をなるみの「ともだち」として捉える形に変えた。
2009年3月27日を以って放送終了。読売テレビではこの時間帯の自社製作を取り止めた（一方、夕方のローカルニュース枠が拡大され『かんさい情報ネットten!』を開始。本番組から三浦と虎谷がこちらに移る）。4月以降は同時期に10:25まで拡大された前座番組『スッキリ!!』の第2部（9:30 - 10:25）と日本テレビが同時期に開始した『おもいッきりDON!1025』（10:25 - 11:25）をネット受けすることとしたが、後者については低視聴率のため、2009年5月28日でネットを打ち切り、2009年6月以降は再放送やテレビショッピングを放送している（月 - 木。金曜日は本番組直後の通販番組等をこの時間帯に集約させる。なお、陣内は『おもいッきりDON!』で水曜コメンテーターを務めていた）。本番組のネット局では広島テレビと西日本放送は本番組ネット受け以前のような各局独自編成（後者では『スッキリ!!・第2部』に限ってはネット受け）に戻ったが、中京テレビとくまもと県民テレビでは金曜日も含めて『スッキリ!!・第2部』と『おもいッきりDON!1025』を完全ネットする形を取った。中京テレビは本番組終了後、それに代わる番組として読売テレビで土曜日の午前中に放送されているハイヒール司会の情報番組『あさパラ!』のネット受けを開始した。

### 放送時間の変遷
| 期間      | 期間      | 放送時間（JST）      | 放送時間（JST）      |
| 期間      | 期間      | 月曜 - 木曜          | 金曜                 |
| --------- | --------- | -------------------- | -------------------- |
| 2004.5.10 | 2004.9.30 | 9:55 - 11:20（85分） | （放送無し）         |
| 2004.10.4 | 2005.3.31 | 9:55 - 11:20（85分） | 9:55 - 10:25（30分） |
| 2005.4.1  | 2006.3.31 | 9:55 - 11:20（85分） | 9:55 - 10:55（60分） |
| 2006.4.3  | 2008.3.28 | 9:55 - 11:20（85分） | 9:55 - 11:20（85分） |
| 2008.3.31 | 2008.9.26 | 9:55 - 11:18（83分） | 9:55 - 11:18（83分） |
| 2008.9.29 | 2009.3.27 | 9:55 - 11:14（79分） | 9:55 - 11:14（79分） |

## 『なるトモ!ラーメン』の発売
番組と日清食品が連動して、2005年11月15日、「なるトモ!ラーメン」を近畿2府4県限定で店頭販売した（他地域はインターネットで購入可能。ただし三重県でも近畿地方の流通を使っていた店では買えた）。味の種類は「にんにくパンチの黒とんこつ」と「豆乳仕立ての鳥鍋風白スープ」の2種類で、レギュラーメンバーのアイデアがもりこまれている。それぞれを「陣内のおすすめ」・「なるみのおすすめ」と銘打つ。
2006年11月20日からは、『なるトモ!』オリジナルのカップ麺第2弾として、神戸・長田名物の「ぼっかけ」を具材に使った「ぼっかけ焼そば」（パッケージにはなるみ・陣内と山崎邦正も登場）と和歌山名産の「南高梅」を具材に使った「紀州南高梅うどん」が前回と同様近畿2府4県で発売された（いずれも生タイプ）。今回の企画は、"地産地消"をテーマとして、関西の素材を生かした食文化にスポットを当てた。「ぼっかけ焼そば」にはオリバーソース、「紀州南高梅うどん」には日本の醤油発祥の地とされる和歌山・湯浅産の醤油を使用している。
2008年1月21日からは第3弾として、"新ご当地ラーメンの開発!"をテーマに、大阪府下で焼肉店を経営しているたむらけんじによる「大阪篇 焼肉風味ラーメン」と京都府出身のサバンナによる「京都篇 ベジタフルらーめん」が近畿2府4県で発売された（いずれも生タイプ）。

## 出演者

### 番組終了時点でのレギュラー
☆は『かんさい情報ネットten!』に引き続き出演。
- 司会…なるみ
- 読売テレビアナウンサー…三浦隆志☆（月 - 木）、虎谷温子☆（月・火）、川田裕美（水・木・金）
- 月曜日…山崎邦正☆、メッセンジャー黒田☆、ヤナギブソン（ザ・プラン9）☆、石川敏男（芸能リポーター）
- 火曜日…ガダルカナル・タカ、いとうまい子、ケツカッチン高山、メッセンジャーあいはら☆、シャンプーハット、中西正男（当時デイリースポーツ編集局報道部）
- 水曜日…西川ヘレン、西川かの子（隔週）、なだぎ武（隔週）、アジアン（隔週）、小籔千豊、土肥ポン太、友近、$10（隔週）、ランディーズ（隔週）、森岡真一郎（サンケイスポーツ芸能担当）
- 木曜日…海原やすよ・ともこ、浅越ゴエ☆（ザ・プラン9）、前田耕陽（隔週）、駒井千佳子（芸能リポーター）、長谷川まさ子（芸能リポーター）
- 金曜日…サバンナ、中山功太、たむらけんじ、麒麟（隔週）、千鳥（隔週）、スマイル（隔週）、ストリーク（隔週）、ジャンクション（隔週）

### その他準レギュラー
- 蛍原徹（当時雨上がり決死隊・月曜日）
- ケンドーコバヤシ（月曜日）
- ペナルティ（月曜日）
- 小阪由佳（月曜日）
- 北川弘美（月曜日）
- 矢吹春奈（火曜日）
- IKKO（木曜日）
- お〜い!久馬（ザ・プラン9、木曜日）など他多数

### レギュラー以外の芸能リポーター出演者
特に、木曜日に出演する機会が多いが、芸能企画が満載のため、駒井と共に、芸能情報について解説・コメントを入れたり、場合によっては取材に出ることもある。
- 長谷川まさ子（リポーター）
- 佐々木博之（芸能ライター）
- 石山裕（芸能ジャーナリスト） など

### 過去のレギュラー出演者
- 陣内智則 - 番組開始から司会を務めてきたが、2008年9月23日放送で卒業。
- ブラックマヨネーズ - 水曜日の隔週レギュラーだったが、多忙によりいつの間にか卒業。ゲスト出演はある。
- 横須賀ゆきの（読売、水曜・木曜） - 『ニューススクランブル』担当のため異動。2006年2月21日放送に森若の体調不良によりピンチヒッターとして出演。
- 後藤洋平（当時・スポーツ報知芸能担当、火曜） - 東京に異動のため卒業。
- 森若佐紀子（読売、月曜・火曜） - 『情報ライブ ミヤネ屋』担当の為異動。
- 橋下徹（弁護士・タレント、火曜） - 自身の大阪府知事選挙出馬の為降板。又、2007年12月12日の放送で、読売テレビでは番組を中断して、大阪府知事選挙出馬会見の模様を放送した。
- 小林杏奈☆（読売、水曜・木曜・金曜） - 『秘密のケンミンSHOW』担当の為異動。

## 曜日別企画
月曜日
- なるトモ！百科事典ギブペディア
- 黒ちゃんの月曜日はオレにまかせろ!

「黒ちゃんの野望日記」「生き物たちのマル秘エッチ事情」など
火曜日
- パラちゃんのパラパランキング
- 仰天!IMADOKIのぞき見SHOW

水曜日
- “なるトレZ”
- I am 座長の This is アリなん？
- うまっ!近（月1回）
- ポンちゃんのごはんですよ～

木曜日
- やすとも表紙チェック

（週刊女性・女性自身・番組オリジナルの「やすとも本」から気になる見出しをチェックする）
- World news show

金曜日
- なるトモ!FAX・メール紹介

（番組に寄せられたご意見ご感想をなるみと陣内が気になったものを紹介｡2006年4月以降は紹介されていない）
- たむらけんじのおもしろアワー
- 中山功太の「映画でええやん!」
- サバンナのパート行かへん?（隔週）
- サバンナのスクール行かへん?（隔週）

様々な習いごと、学校などをサバンナの2人が体験しながら楽しく紹介するコーナー。
- 麒麟の楽屋です!
- 千鳥の最先端じゃろ!?
- なるトモ!お便り調査

これだけはコーナー名はなく、内容としては、視聴者からのFAXやメールの質問に対し、追跡調査するというもの。当初、南海キャンディーズが担当していたが、その後たむらけんじ・ストリーク・ジャンクション、2006年6月9日から新たにスマイルが加わり担当。
なお､各企画にお便り・FAX・メールが採用になった場合､番組オリジナルのミュージックギフトカード3000円分がプレゼントされる（関西ローカル時には2000円、番組開始時は500円だった）。

## 2005年10月以降のスペシャル番組
2005年
- 11月5日 女の子だけ集まっちゃいましたSP（関西地区のみ）
- 12月29日・30日 年末スペシャル（29日は熊本地区のみ放送なし、30日は関西・広島・熊本地区で放送（通常金曜版は広島と熊本にはネットしていないがこの日は放送された））
  - 12月30日 邦正・黒田・陣内の‘チーム邦正’四国で体張ってロケしましたSP（関西・広島地区で放送、関東・熊本地区では2006年1月5日に放送）

2006年
- 3月19日 なるトモSP!〜陣内にソウル（魂）を取り戻せ〜韓国ソウルツアー（関西・広島地区のみ）

2007年
- 4月5日・6日 春休みスペシャル（6日は熊本地区のみ放送なし）
  - 4月5日 なるトモ!SP〜耕陽&ともこ結婚おめでとうinハワイ
  - 4月6日 なるみが若手と香港・マカオに行っちゃいましたSP

2008年
- 9月15日 読売テレビ開局50年企画KANSAI50年スペシャル・｢ズームインSUPER×なるトモ!｣ ｢ズームインSUPER｣と｢なるトモ｣の出演者が集合して､｢ytvお宝映像｣や｢おもしろ動物｣などを紹介した｡(関西地区以外での放送はなし)

## DVD
- なるトモ!メッセンジャー黒田・陣内智則のちょっとエッチないきもの大図鑑（2007年8月8日発売）

月曜コーナー「黒ちゃんの月曜日はオレにまかせろ!」で好評だった企画「生き物たちのマル秘エッチ事情」を再編集。この他、番組内で黒田と陣内が即興で演じたコントの中から、全身黒タイツと着ぐるみ姿でDVD用に撮りおろしたものも収録されている。新規である。

## テーマ曲
- オープニングテーマ : 「ウキウキ・ウェイク・ミー・アップ」 WHAM!
- エンディングテーマ : 「モダン・ガール」 シーナ・イーストン

## 番組終了時点でのスタッフ
- ディレクター：
  - 月曜日 新宅淳（読売テレビ）、野村佳宏（インパクト）、小野謙馬（映像企画）、
  - 火曜日 高柳康（読売テレビ）、向井睦美（オフィスりぷる）、竹原岳志（パブリック・イメージ）、神川聡明・大山卓也・古川剛史・井岡義博（オフィスりぷる）中野明、宇野浩平（フリー）
  - 水曜日 古島裕己・福田浩之（読売テレビ）、山口博之・安本浩太（東通企画）、小野謙馬（映像企画）、
  - 木曜日 山本陽・古島裕己（読売テレビ）、宇野浩平（フリー）、後藤ちあき・栂良太（ワイズビジョン）、
  - 金曜日 鷲見演博・前　等（ワイズビジョン）、加藤啓介（K-Style）
- 構成・ブレーン：
  - 月曜日 折原麻理、沢野緑、藤田智信、小倉マサシ、桝野幸宏、友光哲也、曽我部充夏、尻谷よしひろ
  - 火曜日 上室尚子、乾祥子、武輪真人、東京コウ塀、岡内義人、友光哲也、広瀬史幸、浜口尚弘
  - 水曜日 藤田雄一、乾祥子、小林仁、東京コウ塀、藤木汐見、ハスミマサオ、今澤圭輔、村上慶太
  - 木曜日 儀賀保秀、沢野緑、山下由香里、小倉マサシ、東京コウ塀、ハスミマサオ、内木将嗣
  - 金曜日 小倉マサシ、京都市行、米原昌宏、石塚麻里亜
- 技術：北條吉彦・坂口拓磨・平松雅之・林晃吉・小西康元（読売テレビ）、高田哲也・今福晃行（サウンドエフェクト） ／ エキスプレス、東通、大阪共立
- 照明：吉田勝・松浦正和・浜野眞治・廣江貞雄・窪内誠（読売テレビ） ／ ハートス
- 美術：松井珠美（読売テレビ）
- 美術進行：松原春彦（グリーンアート）
- 番組ロゴ：仲里カズヒロ（studio-pool.com）
- 編集：読売テレビ映像（月）〜（金）、p.p.エッグ（金）
- 音効：木野本郁子（サウンドエフェクト）
- 集客：放送事業社
- 広報：西川章洋（読売テレビ）
- TK（タイムキーパー）：濃添ゆう子（月）、平井敬子（火）、岡島美栄子（水）、本行真由美（木・金）
- プロデューサー：山口剛正（水・木）、新宅淳（月～木）、古島裕己（月・金）（読売テレビ） ／ 松本忠雄（ワイズビジョン）（金）
- チーフプロデューサー：長江信一（読売テレビv）
- 制作協力：吉本興業、映像企画、スポーツ報知 ／ IMPACT（月）、オフィスりぷる（火）、東通企画（水）、ワイズビジョン（木・金）
- 制作著作：読売テレビ

### 過去のスタッフ
- チーフプロデューサー：木谷俊樹・荻原武博（読売テレビ）
- プロデューサー：木山幹雄（ワイズビジョン）（金）
- ディレクター：吉田聖（読売テレビ）（水・木）、福田浩之（読売テレビ）（金） ／ 三橋秀登（インパクト）（月）、窪田真也（ワイズビジョン）（木）、池田徹（ワイズビジョン）（金）

## ネット局
番組終了時点
| 放送対象地域   | 放送局                         | 系列           | 放送曜日・時間                             | 備考  |
| -------------- | ------------------------------ | -------------- | ------------------------------------------ | ----- |
| 近畿広域圏     | 読売テレビ 『なるトモ!』製作局 | 日本テレビ系列 | 平日 9:55 - 11:14                          | [ 3 ] |
| 関東広域圏     | 日本テレビ                     | 日本テレビ系列 | 月曜 - 木曜 9:55 - 11:20 金曜 9:55 - 10:55 | [ 4 ] |
| 中京広域圏     | 中京テレビ                     | 日本テレビ系列 | 平日 9:55 - 11:16                          | [ 5 ] |
| 広島県         | 広島テレビ                     | 日本テレビ系列 | 平日 9:55 - 10:55                          | [ 6 ] |
| 香川県・岡山県 | 西日本放送                     | 日本テレビ系列 | 平日 9:55 - 10:55                          |       |
| 熊本県         | くまもと県民テレビ             | 日本テレビ系列 | 月曜 - 水曜 9:55 - 11:16 木曜 9:55 - 10:55 | [ 7 ] |